# 스바이리엥주
스바이리엥주(크메르어: ស្វាយរៀង)는 캄보디아 남동부에 위치한 주로, 주도는 스바이리엥이며 인구는 577,507명(2023년 기준), 면적은 2,966km2, 인구밀도는 177명/km2이다. 주의 이름은 크메르어로 "나란히 놓여져 있는 망고"를 뜻한다.
1. ↑  “General Population Census of the Kingdom of Cambodia 2019 – Final Results” (PDF). 《National Institute of Statistics》. Ministry of Planning. 2021년 1월 26일. 2021년 2월 3일에 확인함.